# Atiães
Atiães is een plaats (freguesia) in de Portugese gemeente Vila Verde en telt 551 inwoners (2001).